# Pseudodoryctes madagascariensis
Pseudodoryctes madagascariensis är en stekelart som beskrevs av Granger 1949. Pseudodoryctes madagascariensis ingår i släktet Pseudodoryctes och familjen bracksteklar. Inga underarter finns listade i Catalogue of Life.